# Josephine Quinn
Josephine Quinn es profesora de Historia Antigua en la Universidad de Oxford y co-ordinadora de las excavaciones de Utica en Túnez.

## Biografía
Josephine Quinn es una historiadora inglesa cuya investigación se centra principalmente en el mundo Fenicio, pero también en el imperialismo y la cultura en el Norte de África. Se licenció en Oxford en 1996, realizó un máster de Historia Antigua y arqueología del Mediterráneo en la Universidad de Berkeley en 1998 y se doctoró en la misma universidad en 2003.
Actualmente es miembro del profesorado del doctorado en arqueología romana de la Universidad de Siena, y da clases de Historia griega y romana y arqueología romana en la Universidad de Oxford, así como en el Worcester College también en Oxford. También es codirectora del Centro de estudios púnicos y fenicios (Octopus).

## Publicaciones
Algunas de las principales publicaciones de Josephin Quinn son:
- Rome, Polybius and the East, Oxford University Press, 2015.
- The Punic Mediterranean: identities and identification from Phoenician settlement to Roman rule, Cambridge University Press, 2014.
- The Hellenistic West: Rethinking the Ancient Mediterranean, Cambridge University Press, 2013.
- How the World Made the West: A 4,000-Year History. Bloomsbury Press, 2024.

Para The Guardian ha escrito:
- "The tragedy of classical languages being for the privileged few", publicado el 16 de marzo de 2015.